# Syndicat des travailleurs
Le Verkamannafylkingin (Syndicat des travailleurs) est un parti politique des îles Féroé, fondé en 1994. 3 députés sont élus au Løgting en 1994, Óli Jacobsen, Kristian Magnussen et Ingeborg Vinther. Les trois perdent leur siège en 1998.

## Ministères
- Óli Jacobsen devient ministre de la Justice, de l'Agriculture, de la Sécurité, du Travail, du Commerce et de l'Industrie du 10 septembre 1994 à décembre 1995. Karl Robert Johansen le remplace au parlement.
- Axel H. Nolsøe devient ministre de la Justice, de l'Agriculture, de la Sécurité, du Travail, du Commerce et de l'Industrie de septembre 1995 au 11 juin 1996.
- Axel H. Nolsøe devient ministre de la Santé, du Travail, de la Sécurité et de la Justice du 11 juin 1996 à octobre 1998 puis Kristian Magnussen d'octobre 1996 à mars 1998, qui est remplacé par Óli Jacobsen jusqu'au 15 mai 1998[2].

## Résultats électoraux

### Élections au Løgting
| Année | %   | Sièges | Gouvernement                                 |
| ----- | --- | ------ | -------------------------------------------- |
| 1994  | 9,5 | 3 / 32 | Joensen I (1994-1996) et II (en) (1996-1998) |
| 1998  | 0,8 | 0 / 32 | Extra-parlementaire                          |